# Município de Mexicali
Município de Mexicali é um município no estado de Baja California, no México. Seu assento municipal está localizado na cidade de Mexicali. Em 2010, o município tinha uma população total de 936.826 habitantes, e de acordo com o censo de 2000, contava 764.602 habitantes. O município tem uma área de 13.700 km².